# Afrolimnophila
Genre
Afrolimnophila est un genre de diptères nématocères de la famille des Limoniidae.

## Liste des espèces
- Afrolimnophila abludens
- Afrolimnophila abyssinica
- Afrolimnophila aino
- Afrolimnophila amabilis
- Afrolimnophila antimena
- Afrolimnophila antimenoides
- Afrolimnophila apicifusca
- Afrolimnophila asura
- Afrolimnophila basispina
- Afrolimnophila bicoloripes
- Afrolimnophila dichroica
- Afrolimnophila dicranophragmoides
- Afrolimnophila euglena
- Afrolimnophila fenestrella
- Afrolimnophila ghesquierei
- Afrolimnophila guttularis
- Afrolimnophila hartwigi
- Afrolimnophila irrorata
- Afrolimnophila joana
- Afrolimnophila melampodia
- Afrolimnophila minima
- Afrolimnophila murudensis
- Afrolimnophila namwambae
- Afrolimnophila pakkana
- Afrolimnophila pendleburyi
- Afrolimnophila perdelecta
- Afrolimnophila petulans
- Afrolimnophila piceipes
- Afrolimnophila pterosticta
- Afrolimnophila pusan
- Afrolimnophila raoana
- Afrolimnophila scabristyla
- Afrolimnophila stenacris
- Afrolimnophila unijuga
- Afrolimnophila urundiana
- Afrolimnophila vansomereni